# Dives
A Dives a madarak osztályának verébalakúak (Passeriformes) rendjébe és a csirögefélék (Icteridae) családjába tartozó nem.

## Rendszerezésük
A nemet John Cassin amerikai ornitológus írta le 1867-ben, jelenleg az alábbi 3 faj tartozik ide:
- kubai feketecsiröge (Dives atroviolacea[2] vagy Ptiloxena atroviolacea)[1]
- dalos feketecsiröge (Dives dives)
- erdei feketecsiröge (Dives warczewiczi)

## Előfordulásuk
Egy faj Mexikó és Közép-Amerika, a másik Kuba, a harmadik Dél-Amerika területén honos. Természetes élőhelyeik a erdők és cserjések. Állandó, nem vonuló fajok.

## Megjelenésük
Testhosszuk 23-28 centiméter közötti.

## Életmódjuk
Ízeltlábúakkal, kisebb gerincesekkel, gyümölcsökkel és nektárral táplálkoznak.